# Gran Premio di superbike di Phillip Island 2014
Il Gran Premio di superbike di Phillip Island 2014 è stato la prima prova del mondiale superbike del 2014, nello stesso fine settimana si è corso il primo gran premio stagionale del mondiale supersport del 2014.
Le due gare valide per il mondiale Superbike hanno registrato le vittorie di: Eugene Laverty in gara 1 e di Sylvain Guintoli in gara 2. La gara del mondiale Supersport è stata vinta da Jules Cluzel.

## Superbike

### Gara 1
Fonte
Vittoria nella gara inauguarale della stagione 2014 del mondiale Superbike per Eugene Laverty, con il pilota irlandese che realizza la sua personale tredicesima affermazione in carriera nel mondiale Superbike, riportando al primo posto la Suzuki GSX-R1000 a distanza di quattro anni dall'ultimo successo di Leon Haslam al GP di Kyalami del 2010. Secondo e terzo posto per i due piloti del team Aprilia Racing, con Marco Melandri che sopravanza di pochi millesimi il compagno di squadra Sylvain Guintoli.
Solo settimo posto per il campione del mondo in carica Tom Sykes, con David Salom che grazie al nono posto sul traguardo risulta il miglior pilota della classe EVO.

#### Arrivati al traguardo
| Pos. | Nº | Pilota           | Squadra                  | Motocicletta               | Giri | Tempo     | Griglia | Punti |
| ---- | -- | ---------------- | ------------------------ | -------------------------- | ---- | --------- | ------- | ----- |
| 1º   | 58 | Eugene Laverty   | Voltcom Crescent Suzuki  | Suzuki GSX-R1000           | 22   | 33'39.440 | 4º      | 25    |
| 2º   | 33 | Marco Melandri   | Aprilia Racing           | Aprilia RSV4 Factory       | 22   | +2.959    | 3º      | 20    |
| 3º   | 50 | Sylvain Guintoli | Aprilia Racing           | Aprilia RSV4 Factory       | 22   | +3.034    | 1º      | 16    |
| 4º   | 34 | Davide Giugliano | Ducati Superbike         | Ducati 1199 Panigale R     | 22   | +6.972    | 2º      | 13    |
| 5º   | 76 | Loris Baz        | Kawasaki Racing          | Kawasaki ZX-10R            | 22   | +11.132   | 7º      | 11    |
| 6º   | 65 | Jonathan Rea     | PATA Honda               | Honda CBR1000RR            | 22   | +11.718   | 6º      | 10    |
| 7º   | 1  | Tom Sykes        | Kawasaki Racing          | Kawasaki ZX-10R            | 22   | +15.612   | 8º      | 9     |
| 8º   | 7  | Chaz Davies      | Ducati Superbike         | Ducati 1199 Panigale R     | 22   | +25.724   | 11º     | 8     |
| 9º   | 44 | David Salom      | Kawasaki Racing          | Kawasaki ZX-10R EVO        | 22   | +37.407   | 12º     | 7     |
| 10º  | 59 | Niccolò Canepa   | Althea Racing            | Ducati 1199 Panigale R EVO | 22   | +37.468   | 10º     | 6     |
| 11º  | 14 | Glenn Allerton   | BMW Motorrad Italia      | BMW S1000 RR EVO           | 22   | +39.271   | 19º     | 5     |
| 12º  | 9  | Fabien Foret     | MAHI Racing Team India   | Kawasaki ZX-10R EVO        | 22   | +45.212   | 15º     | 4     |
| 13º  | 71 | Claudio Corti    | MV Agusta RC-Yakhnich M. | MV Agusta F4 RR            | 22   | +50.249   | 14º     | 3     |
| 14º  | 11 | Jérémy Guarnoni  | MRS Kawasaki             | Kawasaki ZX-10R EVO        | 22   | +1:17.134 | 17º     | 2     |
| 15º  | 32 | Sheridan Morais  | IRON BRAIN Kawasaki      | Kawasaki ZX-10R EVO        | 22   | +1:23.686 | 18º     | 1     |
| 16º  | 10 | Imre Tóth        | BMW Team Toth            | BMW S1000 RR               | 22   | +1:30.651 | 20º     |       |
| 17º  | 20 | Aaron Yates      | Hero EBR                 | EBR 1190 RX                | 21   | +1 giro   | 22º     |       |

#### Ritirati
| Nº | Pilota               | Squadra                 | Motocicletta         | Giri | Griglia |
| -- | -------------------- | ----------------------- | -------------------- | ---- | ------- |
| 21 | Alessandro Andreozzi | Team Pedercini          | Kawasaki ZX-10R EVO  | 14   | 16º     |
| 91 | Leon Haslam          | PATA Honda              | Honda CBR1000RR      | 4    | 9º      |
| 22 | Alex Lowes           | Voltcom Crescent Suzuki | Suzuki GSX-R1000     | 3    | 5º      |
| 24 | Toni Elías           | Red Devils Roma         | Aprilia RSV4 Factory | 3    | 13º     |

#### Non partiti
| Nº | Pilota         | Squadra        | Motocicletta        | Griglia |
| -- | -------------- | -------------- | ------------------- | ------- |
| 12 | Mathew Walters | Team Pedercini | Kawasaki ZX-10R EVO | 21º     |
| 99 | Geoff May      | Hero EBR       | EBR 1190 RX         |         |

#### Non qualificato
| Nº | Pilota          | Squadra       | Motocicletta     |
| -- | --------------- | ------------- | ---------------- |
| 56 | Péter Sebestyén | BMW Team Toth | BMW S1000 RR EVO |

### Gara 2
Fonte
La seconda gara viene interrotta al quindicesimo giro quando Eugene Laverty, vincitore di gara 1, rompe il propulsore della sua Suzuki GSX-R1000 costringendo i commissari di gara ad esporre la bandiera rossa e a fermare la competizione. La vittoria viene assegnata pertanto a Sylvain Guintoli, che si trovava in testa al quattordicesimo giro (la classifica viene stilata il giro precedente l'esposizione della bandiera rossa) con i due piloti del team Kawasaki Racing, Loris Baz e Tom Sykes, rispettivamente secondo e terzo.
Così come accaduto in gara 1, anche in gara 2 David Salom si conferma migliore dei piloti con moto che seguono il regolamento EVO.
Al termine delle due gare svoltesi in Australia, la situazione nella classifica mondiale piloti vede: Guintoli in testa con 41 punti, secondo Baz con 31 punti e terzo Marco Melandri con 28.

#### Arrivati al traguardo
| Pos. | Nº | Pilota               | Squadra                  | Motocicletta               | Giri | Tempo     | Griglia | Punti |
| ---- | -- | -------------------- | ------------------------ | -------------------------- | ---- | --------- | ------- | ----- |
| 1º   | 50 | Sylvain Guintoli     | Aprilia Racing           | Aprilia RSV4 Factory       | 14   | 21'34.034 | 1º      | 25    |
| 2º   | 76 | Loris Baz            | Kawasaki Racing          | Kawasaki ZX-10R            | 14   | +0.283    | 7º      | 20    |
| 3º   | 1  | Tom Sykes            | Kawasaki Racing          | Kawasaki ZX-10R            | 14   | +1.103    | 8º      | 16    |
| 4º   | 34 | Davide Giugliano     | Ducati Superbike         | Ducati 1199 Panigale R     | 14   | +2.052    | 2º      | 13    |
| 5º   | 65 | Jonathan Rea         | PATA Honda               | Honda CBR1000RR            | 14   | +4.951    | 6º      | 11    |
| 6º   | 91 | Leon Haslam          | PATA Honda               | Honda CBR1000RR            | 14   | +5.673    | 9º      | 10    |
| 7º   | 7  | Chaz Davies          | Ducati Superbike         | Ducati 1199 Panigale R     | 14   | +9.664    | 11º     | 9     |
| 8º   | 33 | Marco Melandri       | Aprilia Racing           | Aprilia RSV4 Factory       | 14   | +10.574   | 3º      | 8     |
| 9º   | 24 | Toni Elías           | Red Devils Roma          | Aprilia RSV4 Factory       | 14   | +11.682   | 13º     | 7     |
| 10º  | 44 | David Salom          | Kawasaki Racing          | Kawasaki ZX-10R EVO        | 14   | +15.065   | 12º     | 6     |
| 11º  | 59 | Niccolò Canepa       | Althea Racing            | Ducati 1199 Panigale R EVO | 14   | +16.294   | 10º     | 5     |
| 12º  | 9  | Fabien Foret         | MAHI Racing Team India   | Kawasaki ZX-10R EVO        | 14   | +16.919   | 15º     | 4     |
| 13º  | 22 | Alex Lowes           | Voltcom Crescent Suzuki  | Suzuki GSX-R1000           | 14   | +19.694   | 5º      | 3     |
| 14º  | 32 | Sheridan Morais      | IRON BRAIN Kawasaki      | Kawasaki ZX-10R EVO        | 14   | +27.266   | 18º     | 2     |
| 15º  | 14 | Glenn Allerton       | BMW Motorrad Italia      | BMW S1000 RR EVO           | 14   | +27.845   | 19º     | 1     |
| 16º  | 11 | Jérémy Guarnoni      | MRS Kawasaki             | Kawasaki ZX-10R EVO        | 14   | +29.431   | 17º     |       |
| 17º  | 21 | Alessandro Andreozzi | Team Pedercini           | Kawasaki ZX-10R EVO        | 14   | +36.393   | 16º     |       |
| 18º  | 71 | Claudio Corti        | MV Agusta RC-Yakhnich M. | MV Agusta F4 RR            | 14   | +37.018   | 14º     |       |
| 19º  | 10 | Imre Tóth            | BMW Team Toth            | BMW S1000 RR               | 14   | +54.093   | 20º     |       |
| 20º  | 20 | Aaron Yates          | Hero EBR                 | EBR EBR 1190 RX            | 14   | +1:13.385 | 22º     |       |

#### Ritirato
| Nº | Pilota         | Squadra                 | Motocicletta     | Giri | Griglia |
| -- | -------------- | ----------------------- | ---------------- | ---- | ------- |
| 58 | Eugene Laverty | Voltcom Crescent Suzuki | Suzuki GSX-R1000 | 14   | 4º      |

#### Non partiti
| Nº | Pilota         | Squadra        | Motocicletta        | Griglia |
| -- | -------------- | -------------- | ------------------- | ------- |
| 12 | Mathew Walters | Team Pedercini | Kawasaki ZX-10R EVO | 21º     |
| 99 | Geoff May      | Hero EBR       | EBR 1190 RX         |         |

#### Non qualificato
| Nº | Pilota          | Squadra       | Motocicletta     |
| -- | --------------- | ------------- | ---------------- |
| 56 | Péter Sebestyén | BMW Team Toth | BMW S1000 RR EVO |

## Supersport
Fonte
Vittoria nella gara inaugurale del mondiale Supersport per Jules Cluzel con la MV Agusta F3 675 del team MV Agusta RC-Yakhnich M., con il pilota francese che porta la prima affermazione in questo campionato alla MV Agusta.
La gara, svoltasi in sole cinque tornate, è stata inizialmente interrotta e poi fatta ripartire (per soli 5 giri) a causa della rottura del motore della Honda CBR600RR di Jack Kennedy.
Caduto l'autore della pole position Kenan Sofuoğlu, completano i due gradini del podio Kev Coghlan, secondo con la Yamaha YZF R6, e Raffaele De Rosa con la Honda CBR600RR.

### Arrivati al traguardo
| Pos. | Nº  | Pilota             | Squadra                       | Motocicletta     | Giri | Tempo    | Griglia | Punti |
| ---- | --- | ------------------ | ----------------------------- | ---------------- | ---- | -------- | ------- | ----- |
| 1º   | 16  | Jules Cluzel       | MV Agusta RC-Yakhnich M.      | MV Agusta F3 675 | 5    | 7'57.585 | 14º     | 25    |
| 2º   | 88  | Kev Coghlan        | DMC Panavto-Yamaha            | Yamaha YZF R6    | 5    | +0.224   | 4º      | 20    |
| 3º   | 35  | Raffaele De Rosa   | Core PTR Honda                | Honda CBR600RR   | 5    | +0.317   | 7º      | 16    |
| 4º   | 21  | Florian Marino     | Kawasaki Intermoto Ponyexpres | Kawasaki ZX-6R   | 5    | +0.347   | 11º     | 13    |
| 5º   | 5   | Roberto Tamburini  | San Carlo Puccetti Racing     | Kawasaki ZX-6R   | 5    | +0.822   | 3º      | 11    |
| 6º   | 19  | Kevin Wahr         | RS Wahr by Kraus Racing       | Yamaha YZF R6    | 5    | +4.010   | 13º     | 10    |
| 7º   | 81  | Graeme Gowland     | Smiths Triumph                | Triumph 675 R    | 5    | +5.282   | 18º     | 9     |
| 8º   | 84  | Riccardo Russo     | Team Lorini                   | Honda CBR600RR   | 5    | +5.310   | 17º     | 8     |
| 9º   | 61  | Fabio Menghi       | VFT Racing                    | Yamaha YZF R6    | 5    | +5.517   | 16º     | 7     |
| 10º  | 11  | Christian Gamarino | Team Go Eleven                | Kawasaki ZX-6R   | 5    | +5.858   | 15º     | 6     |
| 11º  | 44  | Roberto Rolfo      | Team Go Eleven                | Kawasaki ZX-6R   | 5    | +6.491   | 19º     | 5     |
| 12º  | 9   | Tony Coveña        | Kawasaki Ponyexpres Intermoto | Kawasaki ZX-6R   | 5    | +7.873   | 20º     | 4     |
| 13º  | 7   | Nacho Calero       | CIA Insurance Honda           | Honda CBR600RR   | 5    | +10.163  | 22º     | 3     |
| 14º  | 24  | Marco Bussolotti   | Team Lorini                   | Honda CBR600RR   | 5    | +12.406  | 21º     | 2     |
| 15º  | 89  | Fraser Rogers      | Com Plus SMS Racing           | Honda CBR600RR   | 5    | +12.622  | 23º     | 1     |
| 16º  | 52  | Ryan Taylor        | Oz Wildcard Racing            | Yamaha YZF R6    | 5    | +12.845  | 24º     |       |
| 17º  | 161 | Alexey Ivanov      | DMC Panavto-Yamaha            | Yamaha YZF R6    | 5    | +12.892  | 25º     |       |

### Ritirati
| Nº | Pilota               | Squadra                | Motocicletta   | Giri | Griglia |
| -- | -------------------- | ---------------------- | -------------- | ---- | ------- |
| 14 | Ratthapark Wilairot  | Core PTR Honda         | Honda CBR600RR | 3    | 8º      |
| 67 | Bryan Staring        | Rivamoto               | Honda CBR600RR | 2    | 10º     |
| 60 | Michael van der Mark | PATA Honda             | Honda CBR600RR | 2    | 2º      |
| 54 | Kenan Sofuoğlu       | MAHI Racing Team India | Kawasaki ZX-6R | 1    | 1º      |
| 3  | Billy McConnell      | Smiths Triumph         | Triumph 675 R  | 0    | 12º     |

### Ritirati nella prima parte di gara
| Nº | Pilota           | Squadra                       | Motocicletta     | Griglia |
| -- | ---------------- | ----------------------------- | ---------------- | ------- |
| 4  | Jack Kennedy     | CIA Insurance Honda           | Honda CBR600RR   |         |
| 99 | Patrick Jacobsen | Kawasaki Intermoto Ponyexpres | Kawasaki ZX-6R   | 5º      |
| 65 | Vladimir Leonov  | MV Agusta RC-Yakhnich M.      | MV Agusta F3 675 | 6º      |

### Non partito
| Nº | Pilota          | Squadra    | Motocicletta   | Griglia |
| -- | --------------- | ---------- | -------------- | ------- |
| 26 | Lorenzo Zanetti | PATA Honda | Honda CBR600RR | 9º      |